# Mignet HM-8
Le Mignet HM-8 surnommé Avionette est un avion monoplan de construction amateur des années 1920. Il fait partie des premiers appareils ayant lancé le phénomène de la construction amateur d'avions.

## Historique
En 1928, à partir des morceaux du HM-6, Henri Mignet construit le HM-8, son premier appareil ayant vraiment volé et qui connaîtra un succès considérable auprès des amateurs. 
En 1929, des HM-8 construits par des amateurs font leurs premiers vols. Mignet assiste à une levée de boucliers des constructeurs professionnels. Il encourage la construction du HM-8 mais continue ses recherches vers d’autres formules favorisant la sécurité des vols. 
Il publie en 1931 le livre Comment j'ai construit mon avionette comportant les plans du HM-8.

## Photos

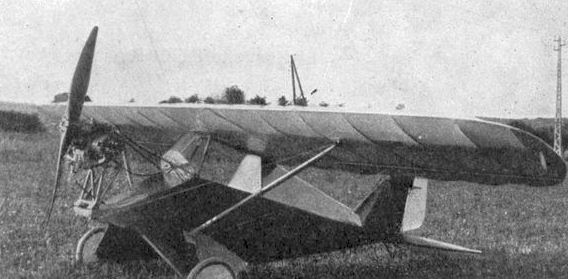
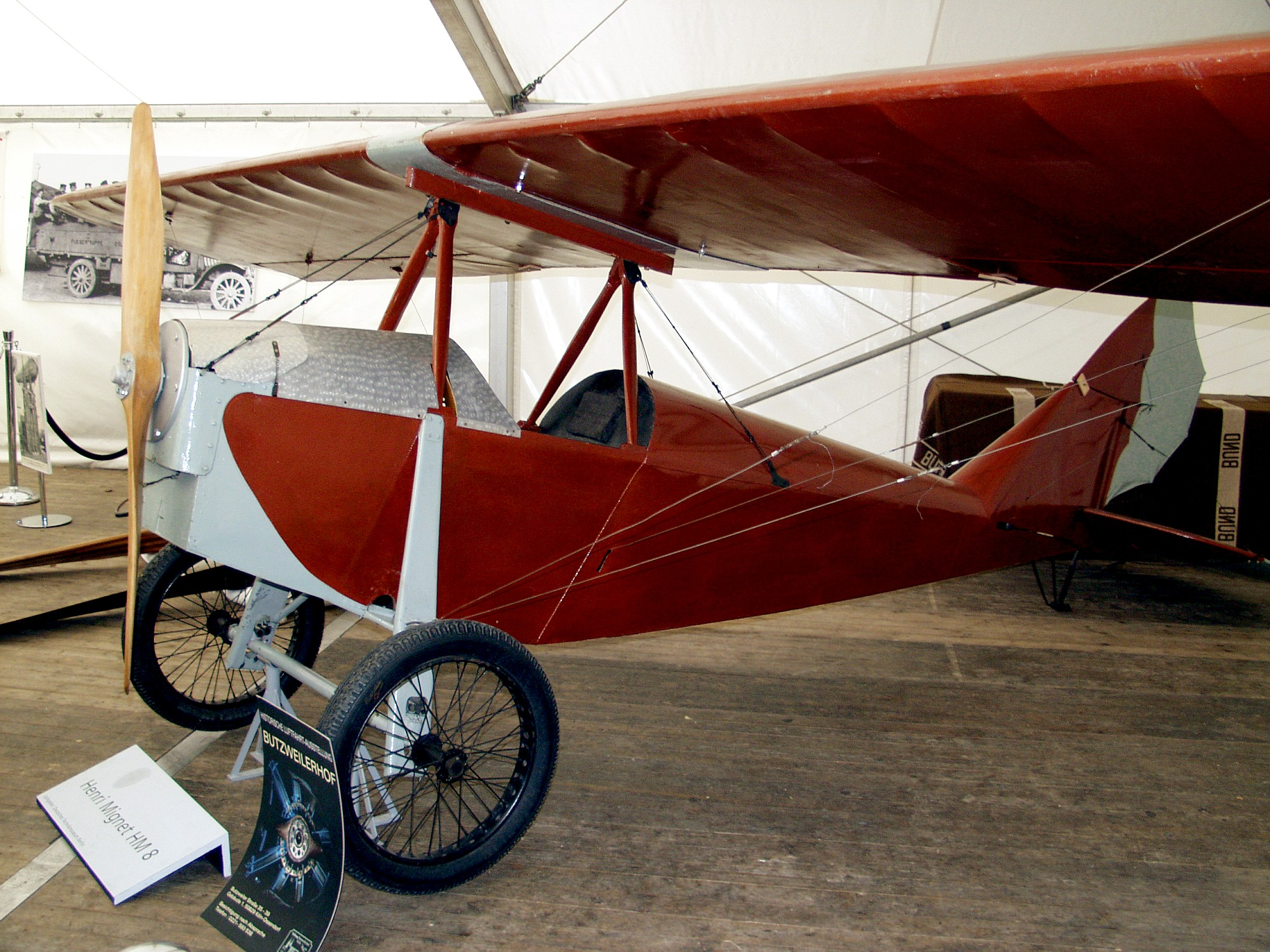
HM-8 préservé à Cologne